# Quốc gia vệ tinh
Quốc gia vệ tinh (tiếng Anh: Satellite state) là một quốc gia độc lập chính thức trên thế giới, nhưng chịu nhiều ảnh hưởng về chính trị, kinh tế và quân sự từ một quốc gia khác. Thuật ngữ này được đặt ra bởi sự tương tự với các vật thể hành tinh quay xung quanh một vật thể lớn hơn, chẳng hạn như các mặt trăng nhỏ hơn xoay quanh các hành tinh lớn hơn, và được phương Tây sử dụng chủ yếu để chỉ các quốc gia Trung và Đông Âu của Khối Warszawa và Đông Âu, nó ngụ ý rằng các quốc gia đang nghi vấn là "vệ tinh" dưới sự bá chủ của Liên Xô. Trong một số bối cảnh, nó cũng đề cập đến các quốc gia khác trong phạm vi ảnh hưởng của Liên Xô trong Chiến tranh Lạnh là Bắc Triều Tiên (đặc biệt là trong những năm xung quanh Chiến tranh Triều Tiên 1950–1953) và Cuba (đặc biệt là sau khi gia nhập Hội đồng Tương trợ Kinh tế năm 1972). Theo cách sử dụng của phương Tây, thuật ngữ này hiếm khi được áp dụng cho các quốc gia khác ngoài các quốc gia trong quỹ đạo của Liên Xô. Theo cách sử dụng của Liên Xô, thuật ngữ này được áp dụng cho các quốc gia thuộc vùng kiểm soát của Đức Quốc Xã, Phát xít Ý và Đế quốc Nhật Bản trong Thế chiến 2.
Từ điển tiếng Anh Oxford dấu vết việc sử dụng các cụm từ quốc gia vệ tinh bằng tiếng Anh trở lại ít nhất là như xa như năm 1916.
Trong thời kỳ chiến tranh hoặc căng thẳng chính trị, các quốc gia vệ tinh đôi khi đóng vai trò là bộ đệm giữa một quốc gia kẻ thù và quốc gia thực hiện quyền kiểm soát các vệ tinh. "Quốc gia vệ tinh" là một trong một số thuật ngữ gây tranh cãi được sử dụng để mô tả sự phụ thuộc (bị cáo buộc) của trạng thái này sang trạng thái khác. Các điều khoản khác bao gồm nhà nước bù nhìn và thuộc địa mới. Nói chung, thuật ngữ "nhà nước vệ tinh" ngụ ý trung thành về tư tưởng và quân sự sâu sắc đối với quyền lực bá quyền, trong khi "nhà nước bù nhìn" ngụ ý sự phụ thuộc về chính trị và quân sự, và "thuộc địa mới" ngụ ý (thường bãi bỏ) sự phụ thuộc về kinh tế. Tùy thuộc vào khía cạnh nào của sự phụ thuộc đang được nhấn mạnh, một trạng thái có thể rơi vào nhiều loại.

## Quốc gia vệ tinh của Liên Xô

### Sau Chiến tranh thế giới thứ nhất
Sau khi Cách mạng Mông Cổ bùng nổ vào năm 1921, các nhà cách mạng Mông Cổ đã trục xuất Bạch vệ của Nga ở Ngoại Mông với sự hỗ trợ của Hồng quân Liên Xô. Cuộc cách mạng cũng chấm dứt sự cai trị thực sự của Trung Quốc tại Mông Cổ vào năm 1691. Mặc dù sau này, Đại hãn quốc Mông Cổ của chính trị thần quyền tồn tại, cùng với một loạt các mâu thuẫn, ảnh hưởng ngày càng tăng của Liên Xô, Bogd Khan chết sau 1924 Cộng hòa Nhân dân Mông Cổ được thành lập vào ngày 26 tháng 11 và từng là một nước bảo hộ của Liên Xô. Năm 1946, Chính phủ Trung Hoa Dân quốc đã buộc phải công nhận nền độc lập của Ngoại Mông. Kể từ đó, cho đến năm 1990, Cộng hòa Nhân dân Mông Cổ đã được coi là một quốc gia vệ tinh của Đế quốc Xô viết.
Trong cuộc nội chiến Nga, Hồng quân đã chiếm đóng Tannu Uriankhai của Trung Quốc vào tháng 1 năm 1920 và năm 1921 thành lập nước vệ tinh Cộng hòa Nhân dân Tuva, sau đó được Liên Xô sáp nhập trực tiếp vào năm 1944.
Cộng hòa Viễn Đông là một quốc gia vệ tinh khác được Liên Xô hỗ trợ ở châu Á và cũng có thể được coi là một quốc gia đệm của Liên Xô.

### Sau chiến tranh thế giới thứ hai
Vào cuối chiến tranh thế giới thứ hai, hầu hết các quốc gia ở Đông Âu và Trung Âu đã bị Liên Xô chiếm đóng. Sau chiến tranh, Liên Xô đã hỗ trợ đảng cộng sản địa phương có được quyền lực chính trị và thiết lập một hệ thống Stalin ở mỗi nước. Chúng bao gồm:
- Cộng hòa Nhân dân Albania (1944–1991, đổi tên thành Cộng hòa Xã hội Nhân dân Albania năm 1976 thành một quốc gia vệ tinh cho đến năm 1960)
- Cộng hòa Nhân dân Ba Lan (1944–1989)
- Cộng hòa Nhân dân Bulgaria (1946–1990)
- Cộng hòa Xã hội chủ nghĩa România (1947–1989)
- Cộng hòa Xã hội chủ nghĩa Tiệp Khắc (1948–1989)
- Cộng hòa Dân chủ Đức (1949–1989)
- Cộng hòa Nhân dân Hungary (1949–1989)

Nam Tư đôi khi được coi là một trong những quốc gia vệ tinh của Liên Xô, nhưng sau khi nhà lãnh đạo Nam Tư Tito và nhà lãnh đạo Liên Xô Stalin vào năm 1948, công việc của Cơ quan Tình báo Cộng sản đã chuyển từ Belgrade đến Bucharest, và Nam Tư sau đó đã tham gia. Phong trào không liên kết. Ngoài ra, mối quan hệ giữa Albania và Liên Xô dưới nguyên tắc của Enver Hoxha đã bị phá vỡ sau khi sau đó khởi xướng phong trào đến Stalin vào năm 1960.
Hai quốc gia được đề cập ở trên là thành viên của nhóm được gọi là nhóm Oriental Oriental chỉ từ năm 1945 đến 1948/1960.
Cộng hòa Dân chủ Afghanistan cũng là quốc gia vệ tinh của Liên Xô từ năm 1978 đến 1989. Đất nước này có quan hệ chặt chẽ với phe phương Đông và được các lực lượng quân sự Liên Xô hỗ trợ trực tiếp trong chiến tranh Afghanistan 1979–1989. Đệ Nhị Cộng hòa Đông Turkestan (1944-1949) cũng là quốc gia vệ tinh của Liên Xô, cho đến khi được sáp nhập vào khu tự trị Tân Cương thuộc Cộng hòa Nhân dân Trung Hoa.

## Sau chiến tranh lạnh
Các nhà phê bình đã có trong các hậu Chiến tranh Lạnh Mỹ đến Trung Đông để sử dụng can thiệp vũ trang khi từ "nhà nước vệ tinh", chỉ ra các hành động Hoa Kỳ ở Trung Đông có thể dẫn đến một "quốc gia vệ tinh của Mỹ"., trong cuộc chiến chống khủng bố sau khi bùng phát, William Pfaff (William Pfaff) nói rằng các lực lượng Hoa Kỳ tại Iraq hoạt động quân sự "Iraq thành một nước vệ tinh của Mỹ."
Thuật ngữ này cũng được sử dụng để mô tả mối quan hệ giữa Lebanon và Syria, vốn bị cáo buộc can thiệp vào công việc nội bộ trước đây. Syria đóng quân ở Lebanon từ năm 1976 đến năm 2005 và Israel cũng đóng quân ở miền nam Lebanon từ năm 1982 đến năm 2000.
Do sự hợp tác và phụ thuộc chính trị và kinh tế chặt chẽ giữa Canada, Úc và Hoa Kỳ, có nhiều ý kiến rằng Canada và Úc là "các quốc gia vệ tinh" của Hoa Kỳ, và thậm chí Đó là " tiểu bang thứ 51 của Hoa Kỳ. "
Syria và Palestine đã không độc lập với Nga và các quyết định chính sách đối ngoại vì sự hiện diện của quân đội Nga trên lãnh thổ từ khi can thiệp quân sự của Nga vào nội chiến Syria bắt đầu và mối quan hệ chặt chẽ giữa ba nước, bao gồm cả quốc phòng và ngoại giao. Do đó, những người chống Nga tin rằng Syria và Palestine là "quốc gia vệ tinh" của Nga ở Trung Đông.

## Danh sách các quốc gia vệ tinh

### Cựu quốc gia vệ tinh
| Quốc gia vệ tinh                    | Quốc gia thống trị | Hệ thống thống trị | Thời gian   | Quốc kỳ                                    | Quốc huy |
| ----------------------------------- | ------------------ | ------------------ | ----------- | ------------------------------------------ | -------- |
| Cộng hòa Dân chủ Afghanistan        | Liên Xô            | Xã hội chủ nghĩa   | 1978-1987   | Afghanistan                                |          |
| Cộng hoà Afghanistan                | Liên Xô            | Xã hội chủ nghĩa   | 1987 – 1992 | Cộng hòa Dân chủ Afghanistan               |          |
| Bắc Triều Tiên                      | Liên Xô            | Xã hội chủ nghĩa   | 1948 – 1953 | Cộng hòa Dân chủ Nhân dân Triều Tiên       |          |
| Cộng hòa Nhân dân Tuva              | Liên Xô            | Xã hội chủ nghĩa   | 1921-1944   | Cộng hòa Nhân dân Tuva                     |          |
| Cộng hòa Nhân dân Albania           | Liên Xô            | Xã hội chủ nghĩa   | 1944－1960  | Cộng hòa Nhân dân Xã hội chủ nghĩa Albania |          |
| Cộng hòa Nhân dân Ba Lan            | Liên Xô            | Xã hội chủ nghĩa   | 1944-1989   | Cộng hòa Nhân dân Ba Lan                   |          |
| Cộng hòa Nhân dân Bulgaria          | Liên Xô            | Xã hội chủ nghĩa   | 1946-1990   | Cộng hòa Nhân dân Bulgaria                 |          |
| Cộng hòa Nhân dân România           | Liên Xô            | Xã hội chủ nghĩa   | 1947-1965   | Cộng hòa Xã hội chủ nghĩa România          |          |
| Cộng hòa Xã hội chủ nghĩa Tiệp Khắc | Liên Xô            | Xã hội chủ nghĩa   | 1948-1989   | Cộng hòa Xã hội chủ nghĩa Tiệp Khắc        |          |
| Cộng hòa Dân chủ Đức                | Liên Xô            | Xã hội chủ nghĩa   | 1949-1989   | Cộng hòa Dân chủ Đức                       |          |
| Cộng hòa Nhân dân Hungary           | Liên Xô            | Xã hội chủ nghĩa   | 1949-1989   | Cộng hòa Nhân dân Hungary                  |          |
| Cộng hòa Nhân dân Campuchia         | Việt Nam           | Xã hội chủ nghĩa   | 1979-1989   | Campuchia                                  |          |
| Lào                                 | Việt Nam           | Xã hội chủ nghĩa   | 1976-1991   | Lào                                        |          |
| Panama                              | Hoa Kỳ             | Cộng hòa           | 1903-1968   | Panamá                                     |          |
| Cuba                                | Hoa Kỳ             | cộng hòa           | 1902-1958   | Cuba                                       |          |
| Sikkim                              | Ấn Độ              | Chế độ quân chủ    | 1950-1975   | Sikkim                                     |          |
| Cộng hòa Xã hội Ý                   | Đức Quốc Xã        | Chính phủ bù nhìn  | 1943-1945   | Cộng hòa Xã hội Ý                          |          |
| Iraq                                | Hoa Kỳ             | cộng hòa           | 2003-2004   | Iraq                                       |          |
| Vương quốc Ai Cập                   | Vương quốc Anh     | Bảo hộ             | 1914-1953   | Vương quốc Ai Cập                          |          |
| Đế quốc Đại Hàn                     | Đế quốc Nhật Bản   | Bảo hộ             | 1905-1910   | Đế quốc Đại Hàn                            |          |

### Quốc gia vệ tinh hiện nay
| Quốc gia vệ tinh          | Quốc gia thống trị | Hệ thống thống trị | Thời gian  | Quốc kỳ                              | Quốc huy |
| ------------------------- | ------------------ | ------------------ | ---------- | ------------------------------------ | -------- |
| Abkhazia                  | Nga                | cộng hoà           | 1991－nay  | Abkhazia                             |          |
| Artsakh                   | Armenia            | cộng hòa           | 1991－2023 | Cộng hòa Artsakh                     |          |
| Bắc Síp                   | Thổ Nhĩ Kỳ         | cộng hòa           | 1974 - nay | Bắc Síp                              |          |
| Bhutan                    | Ấn Độ              | Quân chủ lập hiến  | 1950-      | Bhutan                               |          |
| Transnistria              | Liên bang Nga      | Bán tổng thống chế | 1990－     | Transnistria                         |          |
| Nam Ossetia               | Liên bang Nga      | Cộng hòa           | 1991－     | Nam Ossetia                          |          |
| Cộng hòa Nhân dân Donetsk | Liên bang Nga      | cộng hòa           | 2014-2022  | Cộng hòa Nhân dân Donetsk            |          |
| Cộng hòa Nhân dân Lugansk | Liên bang Nga      | cộng hòa           | 2014-2022  | Cộng hòa Nhân dân Lugansk            |          |
| Bắc Triều Tiên            | Trung Quốc         | Xã hội chủ nghĩa   | 1950-      | Cộng hòa Dân chủ Nhân dân Triều Tiên |          |